# چغامله
لیکاویا ، روستایی از توابع بخش مرکزی شهرستان گتوند در استان خوزستان ایران است.
تاریخچه
این روستا در اواخر حکومت قاجاریه و ابتدای حکومت پهلوی، توسط حاج علیمراد غلام زاده، از سران تیره شیاس طایفه موگویی چهارلنگ ایل بختیاری بنا نهاده شد. 
در حال حاضر دارای یکصد خانوار با جمعیت حدود هزار 800 نفر، از روستاهای شهرستان گتوند در استان خوزستان بشمار میرود.
پیشه و مهارت
شغل اصلی ساکنین روستا کشاورزی و دامپروری می باشد. محصولاتی همچون گندم، جو، ذرت، گوجه، پیاز، هندوانه، سیب زمینی، هویج و سایر صیفی‌جات و غلات کشت میشود.